# Jurica Jeleć
Jurica Jeleć hrvaški nogometaš, * 14. november 1986, Sisek.

## Življenjepis
Jeleć se je rodil v Sisku, kjer je tudi pri osmih letih začel igrati nogomet pri tamkajšnjem klubu HNK Segesta Sisak. Igra na položaju napadalca in doslej je igral za devet različnih klubov v treh državah. Odigral je tudi petnajst tekem v 1.SNL za NK Aluminij iz Kidričevega. Tudi v prvenstvu BIH in tamkajšnji 1. ligi je v dresu Travnika odigral 16. prvoligaških tekem. Poleg tega pa ima tudi en nastop v prvi hrvaški ligi za matični klub HNK Segesta Sisak. Trenutno je član slovenskega drugoligaša NK Brežice 1919 iz Brežic.